# Heavy Cross
Singles de Gossip
Jealous Girls
(2007) Love Long Distance
(2009)
Pistes de Music For Men
Dimestore Diamond
(1) 8th Wonder
(3)
Heavy Cross est une chanson du groupe américain Gossip sortie le 28 avril 2009 sous le label Columbia Records. Premier single extrait de leur 4e album studio Music For Men, la chanson a été écrite par les membres du groupe Beth Ditto, Brace Paine, Hannah Blilie et produite par Rick Rubin.
Le single a rencontré un grand succès en Allemagne, certifié triple disque d'or avec 450 000 exemplaires vendus. En septembre 2010, Heavy Cross a été désigné « plus grand succès single international ». 
En avril 2011, le single entre dans le hit-parade allemand durant 97 semaines sans parvenir à la première place, ce qui fait le single ayant le 2e plus grand nombre de semaines de présence de tous les temps. Le single reste 27 semaines dans le top 10, ce qui fait le 9e single étant resté le plus longtemps dans ce pays.
En 2011, la chanson est utilisée par la multinationale française Christian Dior pour la promotion du parfum J'adore, interprétée par l'actrice Charlize Theron.

## Liste des pistes
CD au Royaume-Uni
1. Heavy Cross
2. Heavy Cross (Fred Falke Remix)

CD en Australie
1. Heavy Cross (Radio Edit)
2. Heavy Cross
3. Heavy Cross (Fred Falke Remix)
4. Heavy Cross (Burns Remix)

## Crédits et personnels
- Beth Ditto - chanteuse
- Brace Paine - Guitare électrique, Guitare basse
- Hannah Blilie - Drum kit

## Classements et certifications
| Classement (2009)                        | Meilleure position |
| ---------------------------------------- | ------------------ |
| Australie Classement single              | 7                  |
| Autriche Classement single               | 4                  |
| Belgique (Flandre) Classement single     | 4                  |
| Belgique (Wallonie) Classement single    | 3                  |
| République tchèque Classement single     | 63                 |
| Pays-Bas Dutch Top 40                    | 20                 |
| France Classement single digital         | 4                  |
| Allemagne Classement single              | 2                  |
| Grèce Classement airplay                 | 1                  |
| Irlande Classement single                | 28                 |
| Israël Classement single                 | 7                  |
| Italie Classement single                 | 4                  |
| Nouvelle-Zélande Classement single       | 12                 |
| Suisse Classement single                 | 2                  |
| Royaume-Uni UK Singles Chart             | 37                 |
| États-Unis Billboard Hot Dance Club Play | 14                 |

| Classement (2011) | Meilleure position |
| ----------------- | ------------------ |
| France (SNEP)     | 26                 |

| Classement annuel (2009)                        | Position |
| ----------------------------------------------- | -------- |
| Australie Classement single                     | 48       |
| Autriche Classement single                      | 14       |
| Belgique Classement single (Flandre)            | 9        |
| Belgique Classement single (Wallonie)           | 16       |
| Allemagne Classement single                     | 8        |
| Italie Classement single                        | 23       |
| Suisse Classement single                        | 9        |
| Classement de fin d'année (2010)                | Position |
| Autriche Classement single                      | 24       |
| Europe European Hot 100 Singles                 | 44       |
| Allemagne Classement single                     | 26       |
| Suisse Classement single                        | 21       |
| Classement (2012)                               | Position |
| Belgique Backcatalogue Singles Chart (Flandre)  | 5        |
| Belgique Backcatalogue Singles Chart (Wallonie) | 1        |

| (2000–2009)                 | Position |
| --------------------------- | -------- |
| Allemagne Classement single | 33       |

### Certifications
| Pays             | Organisme | Certifications | Ventes  |
| ---------------- | --------- | -------------- | ------- |
| Australie        | ARIA      | Platine        | 70 000  |
| Autriche         | IFPI      | Platine        | 30 000  |
| Belgique         | BEA       | Platine        | 30 000  |
| Allemagne        | BVMI      | 3 × Or         | 450 000 |
| Italie           | FIMI      | Platine        | 30 000  |
| Nouvelle-Zélande | RIANZ     | Or             | 7 500   |
| Suisse           | IFPI      | Platine        | 30 000  |